# 최도성
최도성(崔道成)은 중국의 사대기서(四大奇書) 중 하나인 《수호전》(水滸傳)에 등장하는 인물로, 수호전 6회에 등장한다.

## 생애
성은 최(崔), 법명은 도성(道成). 별호는 생철불(生鐵佛). 본래 산적으로 수하인 구소을을 거느리고 와관사를 탈취하여 경내 불상을 부수고 승려들을 내쫓는 등의 행패를 거듭하였다. 절은 순식간에 없어지고 거동이 불편한 노승 몇 명만 남게 되었다.
먹을 것을 얻어먹으러 절에 들른 노지심이 노승들의 말을 듣고 절의 뒷편에 있던 최도성에게 가서 다그친다. 이때 강제로 여자를 데려와 술과 고기를 먹고있던 최도성은 무기가 없었기 때문에 "나쁜 것은 노승들 쪽입니다."라고 거짓말을 늘어놓으며 노지심을 노승들에게 다시 보낸다. 곧 거짓말이 들통나 다시 노지심이 찾아오지만 그 틈에 최도성은 준비한 무기로 응전, 거기에 구소을이 도움을 준다. 최도성과 구소을은 긴 여행의 피로에다 허기가 진 노지심을 점차 몰아 절에서 내쫓는다.
절에서 쫓겨난 노지심은 우연히 지나가던 구문룡 사진과 재회, 사진이 갖고 있던 식량으로 배를 채운 뒤 사진과 함께 다시 절로 향한다. 최도성은 졌으면서 또 왔냐며 웃으며 노지심을 상대하지만, 굶주림이 해결된 노지심에게는 상대가 되지않고 방어만 펼치다가 끝내 노지심의 선장에 죽임을 당한다.
최도성의 손에서 풀려난 와관사였으나 노지심이 도망치는 것을 본 노승들은 이미 최도성과 구소을의 보복이 두려워 목매죽고, 같이있던 여자는 우물에 몸을 던진 후였다. 노지심과 사진은 사찰 내에 있던 의복과 금품 등을 챙기고 술과 고기를 먹은 뒤 와관사를 불태웠다.

## 수하
구소을(丘小乙)은 별호는 비천야차(飛天夜叉)이다. 반승반속(半僧半俗)의 도인으로서 최도성과 행동을 같이 하였다. 최도성이 살해당하는 것을 본 구소을은 사진과 싸우다 도주를 시도하지만 곧 사진에게 베여 죽는다. 최도성과 구소을의 시체는 밧줄로 묶인 채 계곡으로 버려진다.